# Eryphanis wardii
Eryphanis wardii är en fjärilsart som beskrevs av Jean Baptiste Boisduval 1870. Eryphanis wardii ingår i släktet Eryphanis och familjen praktfjärilar. Inga underarter finns listade i Catalogue of Life.